# Alexandre Couder
Pour les articles homonymes, voir Couder.

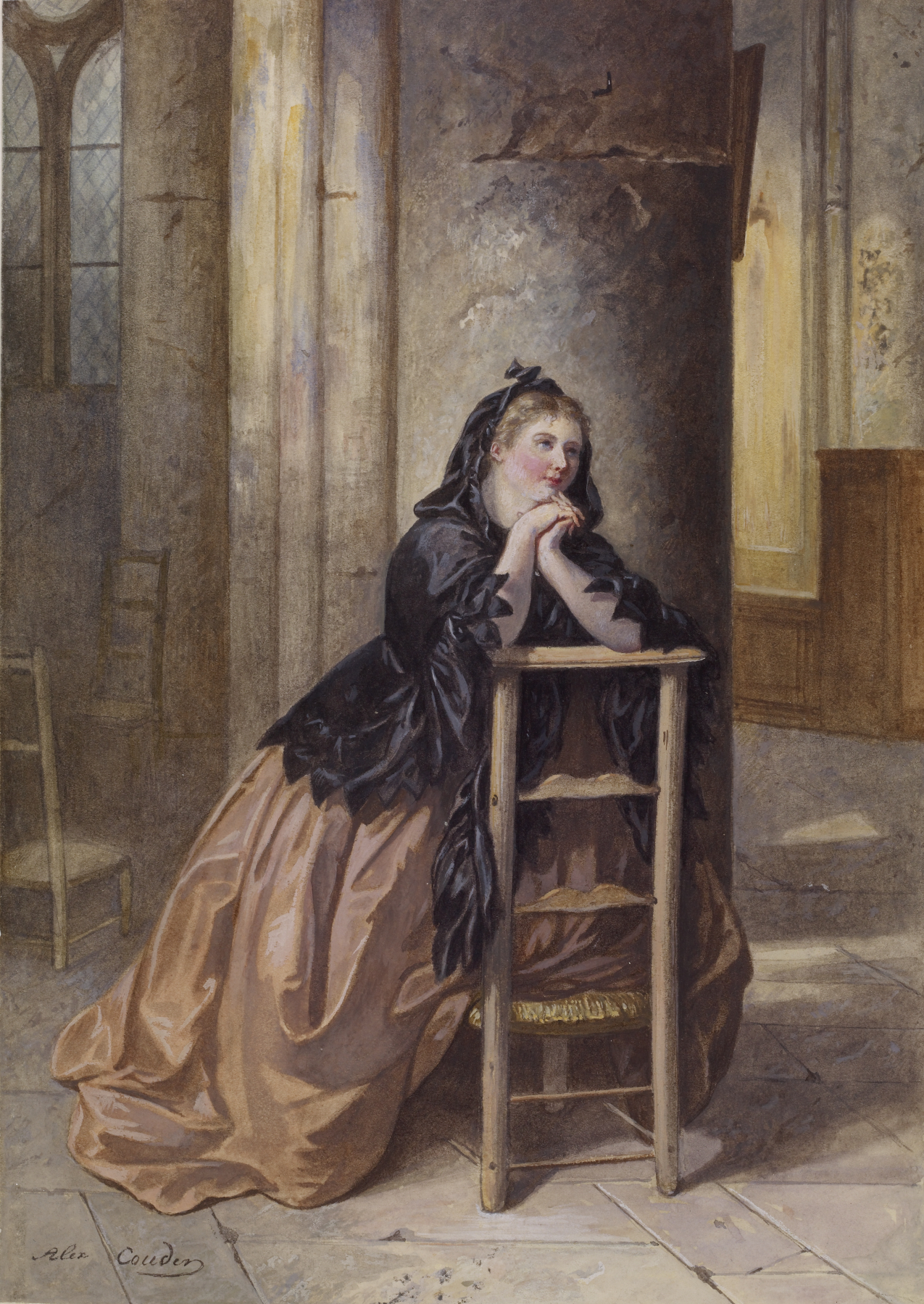
Femme agenouillé en prière.

Alexandre Couder, né le 15 avril 1808 à Paris et mort le 18 février 1879 à Boran-sur-Oise, est un peintre français.

## Biographie
Jean Alexandre Rémy est le fils d'Alexandre Henri Couder et de Jeanne Edmée Genevière Larousse.
Il épouse en 1851, Augustine Eugénie Perier.
En mai 1873, plusieurs de ses tableaux sont proposés à la vente à l'Hôtel Drouot.